# Luquin
Luquin è un comune spagnolo di 128 abitanti situato nella comunità autonoma della Navarra.